# Giuseppe Ottina
Giuseppe Ottina (1912 – 19 novembre 1992) è stato un allenatore di calcio italiano.

## Carriera
Nato nel Canavese, cominciò la carriera da allenatore in Sud America, dove lavorò in Bolivia, Cile e Perù. Nel 1954 divenne allenatore del Santos, dove lanciò Pepe. Venne esonerato nel maggio dello stesso anno dopo quattro sconfitte in quattro partite nel Torneo Rio-San Paolo
Nel 1955 divenne allenatore del Novara in Serie A, dove arrivò con la fama di specialista della preparazione fisica. Fu sostituito da Severino Feruglio alla ventiduesima giornata, con la squadra al terzultimo posto in classifica. Divenne poco dopo osservatore del Torino, che ne sfruttò la grande conoscenza del calcio sudamericano.
Nel 1958 divenne allenatore del Casale, e anche lì fu presto sostituito.